# Hughes Hall
Pour les articles homonymes, voir Hughes.
Hughes Hall est un des 31 collèges de l'université de Cambridge au Royaume-Uni. Il a été fondé en 1885.

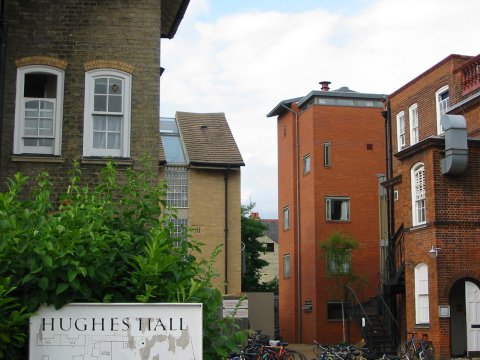
Une entrée de hughes Hall.